# National Biodiversity Network
National Biodiversity Network (UK) (NBN) este o societate de colaborare înființată în 2000 în Regatul Unit angajat să pună la dispoziție informații despre biodiversitate prin intermediul diferitelor mijloace de informare, inclusiv pe internet prin intermediul Atlasului NBN — site-ul web de căutare a datelor al NBN.

## Descriere
Se estimează că până la 60 000 de persoane înregistrează în mod curent informațiile privind biodiversitatea în Regatul Unit și Irlanda. Cea mai mare parte a acestui efort este voluntară și este organizată prin intermediul a aproximativ 2 000 de societăți naționale și prin sisteme de înregistrare. Guvernul Regatului Unit, prin intermediul agențiilor sale, colectează, de asemenea, date privind biodiversitatea, iar unul dintre principalele elemente pentru asamblarea și interpretarea acestor date este rețeaua centrelor locale de evidență a mediului.
În 2012, acesta a fost listat în top 1.000 de organizații caritabile din Marea Britanie care au strâns cele mai multe donații.

## NBN Trust
NBN Trust—organizația care facilitează construirea rețelei – sprijină standardele convenite pentru colectarea, colectarea și schimbul de date privind biodiversitatea și încurajează îmbunătățirea accesului. Prezentul parteneriat este format din peste 200 de organizații publice și de voluntariat și membri individuali.
Atlasul NBN deține în prezent peste 230 de milioane de înregistrări ale speciilor din peste 900 de [[setul de date] diferite (septembrie 2020). Datele din Atlasul NBN pot fi accesate de oricine este interesat de fauna sălbatică din Marea Britanie, Irlanda de Nord și Insula Man și pot fi căutate la mai multe niveluri diferite, deoarece permite vizualizarea hărților de distribuție și descărcarea de date utilizând o varietate de instrumente interactive.  Hărțile pot fi personalizate în funcție de intervalul de date și pot afișa modificări în distribuția unei specii.
Organizația consideră că, prin furnizarea de instrumente pentru a face datele privind fauna sălbatică accesibile într-o formă digitalizată și schimbabilă și prin asigurarea unui acces facil la informațiile de care oamenii au nevoie, se pot lua decizii înțelepte și informate pentru a asigura protecția mediului natural în prezent și pentru generațiile viitoare.
În aprilie 2017, NBN Atlas a înlocuit Gateway-ul NBN.

## Echipa
Trustul Rețelei Naționale pentru Biodiversitate angajează o echipă pentru a facilita și coordona creșterea și dezvoltarea acesteia și este denumit "Secretariat". NBN Trust este o organizație de caritate înregistrată.